# Attacke im Indischen Ozean
1941

Thailand – Malaiische Halbinsel – Pearl Harbor – Hongkong – Philippinen – Guam – Wake – Force Z – Borneo
1942

Burma – Rabaul – Singapur – Sumatra – Timor – Australien – Java – Salamaua–Lae – Bougainville/Buka – Shortland-Inseln – Indischer Ozean – Port Moresby – Tulagi – Korallenmeer – Midway – Nordamerika – Buna-Gona – Kokoda-Track – Nauru/Ocean Island
1941

Versenkung der Force Z 
1942

C –
Ironclad 
1944

Diplomat –
Cockpit –
Transom –
Councillor –
Pedal –
Crimson –
Banquet –
Light –
Millet –
Outflank –

ab 22. Nov. als British Pacific Fleet Robson 
1945

Lentil –
Meridian –
Suffice –
Stacey –
Transport –
Onboard –
Penzance –
Passbook –
Sunfish –
Bishop –
Dukedom –
Mitre –
Irregular –
Balsam –
Bedlam Green –
Collie –
Livery –
Jurist –
Tiderace
Die Attacke im Indischen Ozean war ein großangelegter japanischer Angriff auf alliierte bzw. britische Basen im Indischen Ozean während des Pazifikkriegs im Zweiten Weltkrieg. Sie hatte den Decknamen Operation C und fand vom 1. bis zum 9. April 1942 statt.

## Ausgangslage

### Die Briten
Nach dem Fall Singapurs, der Zerstörung der Force Z und der Zerschlagung der ABDA-Flotte in der Schlacht in der Javasee hatte die britische Militärführung auf Ceylon ein neues Hauptquartier unter Admiral Geoffrey Layton gebildet, zu dem die britische Eastern Fleet gehörte. Diese war im März auf dem Addu-Atoll in den Malediven aus Überbleibseln der ABDA-Flotte sowie anderen herangezogenen Einheiten unter dem Befehl von Admiral Sir James Somerville, zuvor Befehlshaber der Force H, neu formiert worden.
Die britischen Pläne basierten auf diesen Kriegsschiffen und Landstreitkräften, die nur sechs Infanteriebrigaden umfassten, sowie einer kleinen Anzahl weitgehend veralteter Kampfflugzeuge.

### Japanische Planungen
Die Briten fürchteten als logische Folge der Eroberung Burmas einen Versuch der Japaner, nach Ceylon vorzudringen, doch diesen fehlten sowohl die Truppen als auch die Transportmittel, die für ein Unternehmen dieser Art erforderlich gewesen wären. Eine Operation dieser Art hätte die britische Nutzung des Indischen Ozeans effektiv unterbrechen und somit die maritime Kommunikationslinie zwischen Australasien, dem Nahen Osten und Großbritannien stark einschränken, wenn nicht sogar unterbrechen können. Die japanische Führung entschloss sich am 5. März 1942, die britische Flotte in einer großangelegten Operation unter Einsatz ihrer schnellen Trägergruppe (Kidō Butai/1. Luftflotte) unter Nagumo Chūichi zu vernichten. Dazu mussten zuerst alle zugehörigen Schiffe zusammengezogen werden.
Am 12. März teilte der Stabschef der Kombinierten Flotte, Kapitän zur See Fukudome Shigeru, dem Stabschef der 1. Luftflotte, mit, dass die 5. Trägerdivision nach Abschluss der Operation gegen feindliche Einheiten an die Kidō Butai zurückgegeben werden sollte. Allerdings sollte der Flugzeugträger Kaga zur Reparatur auf das japanische Festland zurückgebracht werden. Als Antwort schickte der Stabschef der 1. Luftflotte ein Telegramm am 13. März an den Stabschef der Kombinierten Flotte, in dem er mitteilte, dass die Kidō Butai die Staring Bay vor der südöstlichen Halbinsel Celebes um den 21. März verlassen sollte, um Ceylon um den 1. April anzugreifen. Da es schwierig war vorherzusehen, wann die 5. Trägerdivision der Kidō Butai beitreten könnte, sollte die Kaga an der Ceylon-Operation teilnehmen, obwohl ihr gegenwärtiger Zustand Bedenken hinsichtlich ihrer Einsatzbereitschaft aufkommen ließ und ob ein Flugzeugträger in Bereitschaft gehalten werden musste.
Als keine feindlichen Bewegungen mehr gemeldet wurden, erteilte der Oberbefehlshaber der Kombinierten Flotte, Admiral Yamamoto Isoroku, am 15. März den Befehl, dass die 5. Trägerdivision zur Kidō Butai zurückkehren sollte. Noch am selben Tag um 14:00 Uhr meldete der Kommandeur der 5. Trägerdivision, Konteradmiral Hara Chūichi, dem Stabschef der 1. Luftflotte, dass die Division ihr Einsatzgebiet am 15. verlassen, am 16. zur Auffüllung der Ressourcen in Yokosuka eintreffen und am 17. März wieder verlassen werde.  Die Ankunft in Staring Bay war für den 24. März vorgesehen.
Mit dem telegrafischen Befehls Nr. 145 hatte Vizeadmiral Kondō Nobutake am 17. März um 18:40 Uhr die folgenden Befehle der südlichen Einsatzgruppe erteilt:
1. Die 3. Trägeroperation der südlichen Einsatzgruppe wird als Operation C bezeichnet, Das geplante Angriffsdatum wird als Tag C bezeichnet, und Tag C wird für den 5. April angesetzt.
2. Der obige Deckname wird gleichzeitig mit dem Abschluss des Angriffs aufgegeben.

Admiral Yamamoto genehmigte den Befehl. Admiral Kondō erteilte daraufhin den Befehl für einen zweigleisigen Vorstoß in den Indischen Ozean. Den Hauptschlag gegen Ceylon sollte die bewährte und bisher durchweg erfolgreiche Streitmacht unter dem Kommando von Vizeadmiral Nagumo Chūichi führen, bestehend aus fünf Flugzeugträgern mit rund 300 Flugzeugen an Bord, vier Schlachtschiffen, drei Kreuzern und acht Zerstörern. Vizeadmiral Ozawa Jisaburō sollte unterdessen mit einem leichten Träger, sechs Kreuzern und acht Zerstörern die britische Schifffahrt im Golf von Bengalen angreifen.

## Die japanische Attacke
Die japanische 2. Flotte unter Vizeadmiral Kondō Nobutake lief am 26. März aus der Basis Kendari auf Celebes mit Kurs auf den Indischen Ozean aus. Zu ihr gehörten die fünf Flugzeugträger Akagi, Hiryū, Sōryū, Shōkaku und Zuikaku, die Schlachtschiffe Hiei, Haruna, Kirishima und Kongō. Weitere Geleiteinheiten waren die Schweren Kreuzer Chikuma und Tone und der Leichte Kreuzer Abukuma sowie die Zerstörer Akigumo, Arare, Hamakaze, Isokaze, Kagerō, Kasumi, Shiranui, Tanikaze und Urakaze.
Die Flotte fuhr westlich von Timor weiter, um eine Position südlich von Java zu erreichen, wo sie am 1. und 2. April auftankten.
Eine weitere Flotte unter Vizeadmiral Ozawa Jisaburō mit dem langsameren Träger Ryūjō, den Schweren Kreuzern Chōkai, Kumano, Mikuma, Mogami und Suzuya, dem Leichten Kreuzer Yura und den Zerstörern Fubuki, Hatsuyuki, Murakumo und Shirayuki verließ die Gewässer südlich von Java mit Kurs auf Mergui (Burma). Dieser Verband hatte den Befehl zu einem Vorstoß in den Golf von Bengalen und sollte Handelsschiffe und Städte an der indischen Küste angreifen.
Weiterhin setzten sich am 27. März sechs japanische U-Boote von Penang aus in Marsch, um Positionen vor der indischen Westküste zu beziehen, um alle britischen Kriegsschiffe abzufangen, die versuchen könnten, sich nach Westen zurückzuziehen.
Am 1. April verließ der japanische Zerstörer Ayanami Penang und setzte Kurs auf Port Blair in der Gruppe der Andamanen, die er am 4. April mit dem 10.009 Tonnen schweren Tanker/Transporter Tatekawa Maru erreichte, der Vorräte und Verstärkung für die japanische Garnison der Inseln transportierte.
Somerville wurde am 29. März auf der Grundlage von Ultra-Geheimdiensterkenntnissen auf den Andamanen mitgeteilt, dass ein Angriff auf Ceylon bereits am 1. April zu erwarten sei, und seine Informationen über die Größe von Nagumos Streitkräften waren ziemlich genau. Daraufhin zog er seine Schiffe auf eine Position südlich von Ceylon zurück und teilte sie in zwei Gruppen ein.

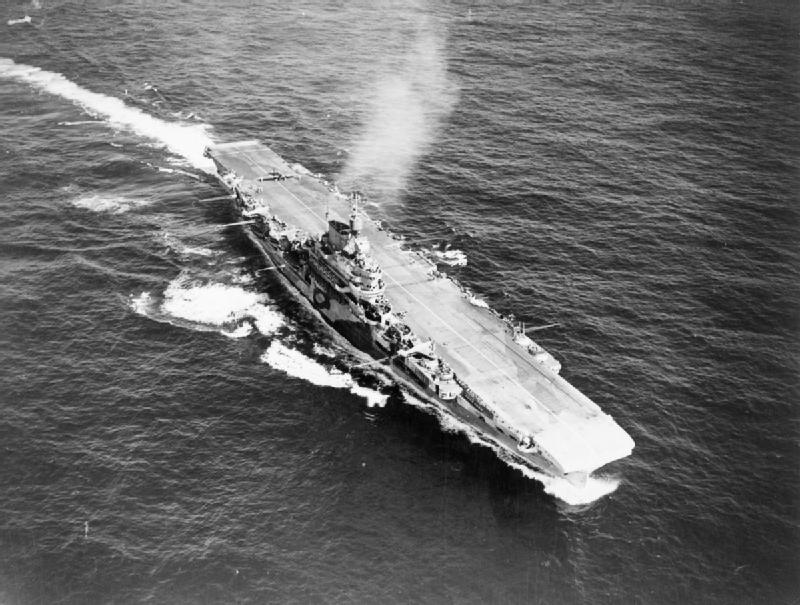
Der britische Flugzeugträger Indomitable

Die Gruppe 1 bestand aus den Flugzeugträgern Indomitable und Formidable, dem Schlachtschiff Warspite, den Kreuzern Cornwall, Dorsetshire, Enterprise und Emerald sowie den Zerstörern Foxhound, Hotspur, Napier, Nestor, Paladin und Panther.
Der Gruppe 2 gehörten die Schlachtschiffe Ramillies, Resolution, Revenge, und Royal Sovereign an; des Weiteren der Flugzeugträger Hermes, die Kreuzer Caledon, Dragon und Jacob van Heemskerck und die Zerstörer Arrow, Decoy, Fortune, Griffin, Isaac Sweers, Norman, Scout und Vampire.
Die beiden Gruppen kreuzten bis zum 2. April südlich von Ceylon, konnten aber die feindlichen japanischen Einheiten nicht ausmachen. Anschließend lief der Hauptteil der Flotte zum Auftanken zum Addu-Atoll, wo er am 4. April eintraf. Somerville beorderte danach die artilleristisch stärksten Kreuzer HMS Cornwall und HMS Dorsetshire zurück nach Colombo und die HMS Hermes und HMAS Vampire nach Trincomalee.
Ozawas Einheiten durchquerten in der Nacht vom 3. auf den 4. April den Ten Degree Channel, der die Andamanen- und Nikobareninseln trennt, und nahm am 4. April gegen Morgengrauen Kurs nach Nordwesten, in Richtung der nordöstlichen Küste Indiens.
Am 4. April gegen 16:00 Uhr sichtete das von Ceylon kommendes Catalina-PBY-Flugboot QL-A der 413 Squadron den von Süden anrückenden japanischen Hauptverband etwa 225 Kilometer südlich von Ceylon. Die Japaner starteten ihrerseits sechs Zero-Jäger vom Flugzeugträger Hiryu und schossen die Catalina ab. Die Besatzung der Catalina konnte jedoch die Nachricht aussenden, dass die japanische Streitmacht aus drei Schlachtschiffen und einem Flugzeugträger bestand die Kurs auf 305° Nordwest hielten. Nachdem das Flugzeug wegen Brandes auf dem Wasser gelandet war, näherte sich sofort die Isokaze und nahm die sechs Überlebenden der neunköpfigen Besatzung gefangen.
Die Meldung war aber bereits in Colombo eingegangen, so dass Somerville allen dort liegenden Einheiten befahl, sich umgehend mit der Gruppe 1 zu vereinen. Um 17:45 Uhr startete die Catalina FV-R, um die Beschattung der japanischen Schiffe zu übernehmen. Sie meldete um 22:37 Uhr einen Zerstörer, am nächsten Tag um 0:45 Uhr sechs Zerstörer und gegen 6:15 Uhr ein Schlachtschiff, einen Kreuzer und mindestens vier andere Schiffe rund 70 Kilometer von Dondra Head, der südlichsten Spitze von Ceylon entfernt. FV-R wurde um 7:46 Uhr von Zeros der Hiryu abgeschossen, von denen zwei durch das Gegenfeuer der Catalina beschädigt wurden. Es gab keine Überlebenden.
Kurz nach Mitternacht, am 5. April, lief die Gruppe 1 aus dem Hafen des Addu-Atolls aus. Die Gruppe 2 folgte am Morgen des folgenden Tages.

### Angriffe auf Handelsschiffe
Bei Tagesanbruch starteten von der Ryūjō etwa 420 Kilometer westlich der Andamanen drei Kawanishi H6K Wasserflugzeuge zur Fernaufklärung, aber sie sahen nichts. Nach einem Bericht eines Wasserflugzeugs, das von einem Kreuzer gestartet worden war, über einen Konvoi von etwa zehn Schiffen, startete die Ryūjō jedoch zwischen 11:33 Uhr und 12:10 Uhr zehn Nakajima Ki-27 Jagdflugzeuge in fünf Paaren und schickte sie auf Such- und Bombenmissionen nach Nordwesten. Die Flugzeuge waren mit 60-kg-Bomben bewaffnet, allerdings mit nur vier pro Maschine. Drei der fünf Paare fanden Ziele. Aus Aufzeichnungen der Alliierten geht hervor, welche Schiffe angegriffen wurden:
- Harpasa, ein britisches Frachtschiff von 5.082 Tonnen auf dem Weg von Kalkutta nach Mombasa – sechs Tote, 33 Überlebende, Schiff gesunken.
- Dardanus, ein britisches Schiff von 7.823 Tonnen auf dem Weg von der Mündung des Hugli nach Colombo – keine Verluste, aber Maschinenschaden und abgeschleppt nach Madras.
- Point Clear, ein in den USA gebautes, griechisches Schiff mit 4.839 Tonnen auf dem Weg von Kalkutta nach Suez – ein Toter, aber kaum Schaden am Schiff.

Keines der angreifenden Flugzeuge wurde beschädigt.
Um 17:30 Uhr am 5. April formierte Vizeadmiral Ozawa seine Streitkräfte neu und bildete drei Gruppen:
- Nördliche Gruppe: Kumano, Suzuya und Shirakumo, unter Konteradmiral Kurita Takeo
- Mittlere Gruppe: Ryūjō, Chōkai, Yura, Yugiri und Asagiri, unter Ozawa an Bord der Chōkai
- Südliche Gruppe: Mikuma, Mogami und Amagiri, unter Mikumas Kapitän Sakiyama Shakao

Die drei Gruppen steuerten weit voneinander entfernte Punkte vor der indischen Küste an. Tatsächlich befanden sich die nördlichen und südlichen Gruppen am nächsten Morgen fast 650 Kilometer voneinander entfernt.

#### Nordgruppe
Die Schiffe der nördlichen Gruppe versenkten sieben Schiffe in etwas mehr als drei Stunden.
- Elsa, einen norwegischen Tanker von 5.381 Tonnen auf dem Weg von Madras nach Kalkutta – ein Toter und 28, teils verletzt Überlebende, Schiff gesunken.
- Malda, ein britisches 9.066-Tonnen-Schiff, auf dem Weg nach Colombo – 25 Tote, 154 Überlebende, Schiff gesunken.
- Autolycus, ein britisches 7.718-Tonnen-Schiff, auf dem Weg nach Madras. mindestens 11 Tote, 89 Überlebende, Schiff gesunken.
- Indora, ein britisches 6.622-Tonnen-Schiff, auf dem Weg nach Mauritius, zwei Tote, 81 Überlebende, Schiff gesunken.
- Exmoor, ein amerikanisches 4.988-Tonnen-Schiff, auf dem Weg nach Colombo, keine Toten, Schiff gesunken.
- Silksworth, ein britisches 4.921-Tonnen-Schiff, keine Toten, Schiff gesunken.
- Shinkuang, ein britisches 2.441-Tonnen-Schiff, drei Tote, Schiff gesunken.

Eines der japanischen Wasserflugzeuge wurde von einer Mohawk der 5th Squadron der Royal Air Force beschädigt, als es sich darauf vorbereitete in der Nähe des Kreuzers zu landen.

#### Zentralgruppe
Die zentrale Gruppe, die unter dem direkten Kommando von Ozawa stand, versenkte am 6. April acht Schiffe. Es handelte sich um die Schiffe eines am 4. April aus Sandheads ausgelaufenen Konvois, die sich in Verwirrung um eine sich widersprechende Befehlslage separiert hatten. So segelten die Schiffe alle unabhängig voneinander, aber einige befanden sich in unmittelbarer Nähe zueinander. Zwar erhielten die Schiffe kurz nach 6:30 Uhr ein Warnung vor in der Nähe befindlichen japanischen Kriegsschiffen, aber dies änderte nichts am Schicksal der Schiffe. Japanische Aufzeichnungen zeigen, dass die Yura in Begleitung der Yugiri und möglicherweise auch der Ryūjō am 6. April die folgenden Schiffe versenkt hat:
- Banjoewangi, ein niederländisches Schiff von 1.279 Tonnen auf dem Weg nach Karatschi – dreizehn Tote, Schiff gesunken.
- Batavia, Schwesterschiff der Banjoewangi, ebenfalls 1.279 Tonnen auf dem Weg nach Karachi – vier Tote, Schiff gesunken.
- Taksang, ein britisches 3.471-Tonnen-Schiff, 15 Tote und 107 Überlebende, Schiff gesunken.

Die folgenden Schiffe wurden von den anderen Schiffen der zentralen Gruppe versenkt, bzw. beschädigt:
- Bienville, ein US-amerikanisches Schiff von 5.491 Tonnen auf dem Weg nach Colombo[A 1] – 24 Tote, 19 Überlebende, Schiff gesunken.
- Ganges, ein britisches Schiff von 6.246 Tonnen auf dem Weg nach Madras – elf Tote, 45 Überlebende, Schiff gesunken.
- Sinkiang, ein britisches Schiff von 2.646 Tonnen auf dem Weg nach Colombo – sieben Tote, Schiff gesunken.
- Selma City, ein US-amerikanisches Schiff von 5.686 Tonnen auf dem Weg nach Kalkutta – 29 Überlebende, Schiff gesunken.
- Van der Capellen, ein niederländisches Schiff von 2.073 Tonnen auf dem Weg nach Bombay – Schiff blieb mit Motorschaden liegen.
- Anglo-Canadian, ein britisches 5.268-Tonnen-Schiff - kurzzeitig in Brand gesetzt, aber kaum beschädigt.[7]

#### Südgruppe
Der Südgruppe gelang die Versenkung zweier norwegischer Schiffe:
- Dagfred, ein Frachter von 4.434 Tonnen auf dem Weg von Kalkutta nach Madras – 40 Überlebende, Schiff gesunken.

Die drei Zerstörer Amagiri, Mogami und Mikuma fingen die Dagfred am 6. April kurz vor 9:00 Uhr ab. Die Überlebenden berichteten, dass die Schiffe ihnen signalisierten, das Schiff sofort zu verlassen. Als die Besatzung sich in drei Rettungsbooten etwa 200 Meter hinter der Dagfred befand, wurden die ersten Schüsse abgefeuert. Etwas mehr als 10 Minuten später konnten sie beobachten, wie das Schiff sank. Alle 40 Offiziere und Besatzungsmitglieder überlebten, obwohl sie von zweien der drei Flugzeuge der Kreuzer, die kurz darauf auftauchten, beschossen wurden.
- Hermod, ein Frachter von 1.515 Tonnen auf dem Weg von Kalkutta nach Colombo – 36 Überlebende, Schiff gesunken.

Die Hermod wurde durch Beschuss der Kriegsschiffe versenkt und ging in nur acht Minuten unter. Alle 36 Offiziere und Besatzungsmitglieder konnten in drei Rettungsbooten entkommen. Zwei japanische Flugzeuge kreisten über dem Gebiet, schossen aber nicht auf die Rettungsboote.

### Angriffe auf Colombo
Die reguläre Anzahl der Flugzeuge auf jedem Träger der 1., 2. und 5. Trägerdivision war wie in der folgenden Tabelle dargestellt:
| Trägerdivision | Träger  | Jagdflugzeuge  | Jagdflugzeuge  | Bomber       | Bomber       | Sturzkampfflugzeuge | Sturzkampfflugzeuge | Gesamt |
| Trägerdivision | Träger  | Mitsubishi A6M | Mitsubishi A6M | Nakajima B5N | Nakajima B5N | Aichi D3A           | Aichi D3A           | Gesamt |
| -------------- | ------- | -------------- | -------------- | ------------ | ------------ | ------------------- | ------------------- | ------ |
| Trägerdivision | Träger  | Einsatz        | Reserve        | Einsatz      | Reserve      | Einsatz             | Reserve             | Gesamt |
| 1              | Akagi   | 18             | 3              | 18           | 3            | 27                  | 3                   | 63/9   |
| 2              | Sōryū   | 18             | 3              | 18           | 3            | 18                  | 3                   | 54/9   |
| 2              | Hiryū   | 18             | 3              | 18           | 3            | 18                  | 3                   | 54/9   |
| 5              | Shōkaku | 18             | 3              | 27           | 3            | 27                  | 3                   | 72/9   |
| 5              | Zuikaku | 18             | 3              | 27           | 3            | 27                  | 3                   | 72/9   |
| Summe          | Summe   | 90             | 15             | 108          | 15           | 117                 | 15                  | 315/45 |

Am Morgen des 5. April befanden sich 46 britische Jagdflugzeuge in Ratmalana – 22 Hurricane IIB der 30 Squadron, alle einsatzbereit, und 24 Fulmars II der 803 und 806 Naval Air Squadron. Zwölf Fulmars hoben am Morgen ab, aber es ist nicht bekannt, wie viele der verbleibenden zwölf noch einsatzbereit waren. Die 258 Squadron hatte auf Racecourse 14 einsatzbereite Hurricanes zur Verfügung. Insgesamt gab es demnach bis zu 60 einsatzbereite Flugzeuge, um Colombo vor einer japanischen Streitmacht zu verteidigen.
Um 9:00 Uhr starteten die Japaner Aufklärungswasserflugzeuge, die zu Suchmissionen über den Gewässern westlich der Flugzeugträger aufbrachen. Gleichzeitig begannen sich die ersten Einheiten für den Angriff auf Colombo und die Trägerdeckung bereit zu machen. Um 9:45 Uhr meldete ein Flugzeug der Hiryū, dass sie ein feindliches Flugzeug gesichtet hatte. Das britische Flugboot wurde um 10:46 Uhr von Flugzeugen der Hiryū abgeschossen. Besagte Catalina konnte den Alliierten aber noch die aktuelle Position der anlaufenden japanischen Träger, die sich rund 555 Kilometer südlich befanden, melden. Etwa um diese Zeit stiegen von der Akagi die ersten Flugzeuge in Richtung Ceylon auf. Vizeadmiral Nagumo schickte 53 Aichi-D3A-Sturzkampfflugzeuge, 36 Nakajima-B5N2-Bomber und 36 Zero-Jäger zum Angriff nach Colombo.
Zwei zur Aufklärung gestartete Hurricane-Jäger der Briten unterrichteten am Morgen die Basis über die aktuelle Wetterlage. Ceylon lag zu 80 % unter Schlechtwetterwolken, die sich nur langsam auflösten. Auch wussten die Briten nicht viel über die Reichweite der japanischen Flugzeuge, die sie deutlich unterschätzten. So wurde ein Angriff auf die Insel erst für den nächsten Tag erwartet.

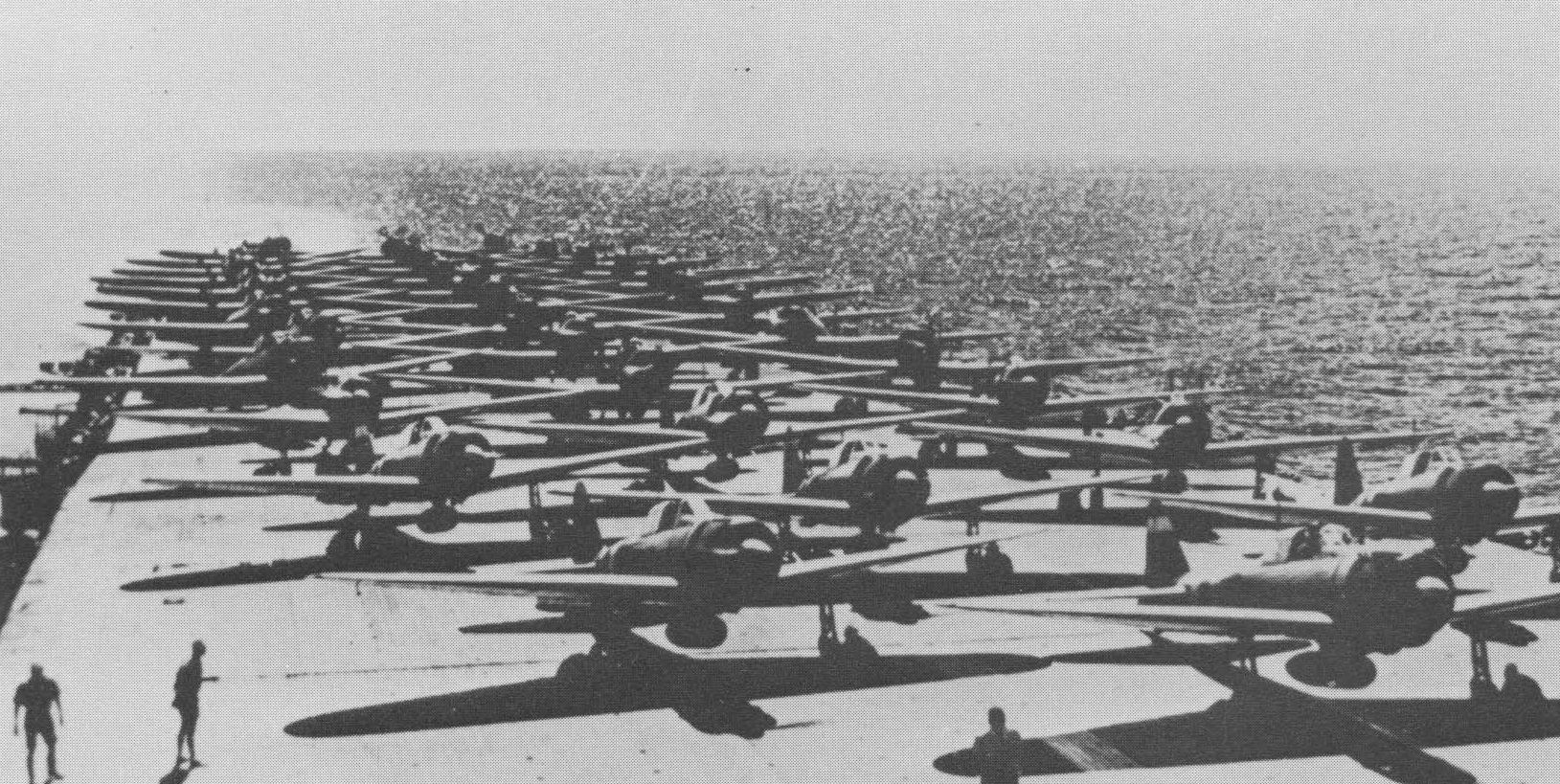
Startbereite japanische Flugzeuge auf dem Träger Zuikaku im Indischen Ozean, April 1942

Das Ratmalana-Flugfeld bei Colombo war mit einer kleinen Radaranlage ausgestattet, die vom Hauptquartier aus für die aktuellen Operationen gelenkt und eingewiesen werden konnte. Ob es nun am normalen Sonntagsbetrieb oder an einem Ablösevorgang der Radarbesatzung gelegen hat, lässt sich nachträglich nicht mehr feststellen; jedenfalls war das gesamte Radarsystem zum Zeitpunkt des japanischen Angriffs unbesetzt.
Aus all diesen Gründen waren die Briten höchst überrascht, als gegen 7:50 Uhr ohne Vorwarnung die japanischen Luftangriffe begannen. Sie konnten zwar noch eigene Maschinen vom Ratmalana-Flugfeld starten, jedoch gelang ihnen nur der Abschuss von sieben japanischen Flugzeugen. Selbst verloren sie bei den Luftkämpfen 19 Hurricane, eine Fulmar und sechs Swordfish. Die britischen Maschinen waren in der Wendigkeit und Bewaffnung den japanischen weit unterlegen, zudem hatten die Hurricanes keine Leuchtspurmunition an Bord, da Tage zuvor einige Munitionsgürtel in der Hitze explodiert und deswegen ausgewechselt worden waren.

Die Stadt Colombo wurde bei diesem Angriff heftig in Mitleidenschaft gezogen. Besonders die Hafenanlagen wurden schwer beschädigt. Der im Hafen liegende ZerstörerTenedos und der Hilfskreuzer Hector wurden versenkt. Das U-Boot-Depotschiff Lucia und das Patrouillenschiff Kelantan wurden beschädigt. Weiterhin fielen dem Angriff zivile Handelsschiffe zum Opfer. So wurden der norwegische Tanker Soli mit 5.384 Tonnen versenkt und das Cargo-Schiff Benledi mit 5.943 Tonnen schwer beschädigt. Zwei Hangars und eine Reparaturwerkstatt wurden schwer getroffen, ebenso  Piers, Marinebüros, Kasernen, Eisenbahnen und andere Ziele. Die Commonwealth War Graves Commission (CWGC) sprach später von 70 bei den Angriffen getöteten Zivilisten.

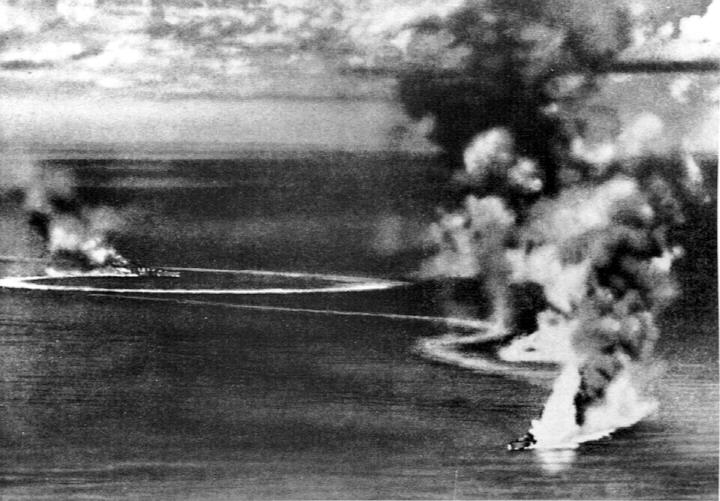
Die bereits brennenden Schweren Kreuzer Dorsetshire (links) und Cornwall, von einem angreifenden japanischen Flugzeug aufgenommen, 5. April 1942

Gegen Mittag um 13:00 Uhr (Tokio-Zeit) wurden die beiden britischen Kreuzer Cornwall und Dorsetshire von einem Aufklärer des japanischen Kreuzers Tone 370 Kilometer südwestlich von Ceylon gesichtet. Nach Erhalt dieses Berichts ließ Vizeadmiral Nagumo sofort je ein Aufklärungswasserflugzeug der Tone und der Chikuma zu Sondierungen starten und erließ um 13:23 Uhr den vorbereitenden Angriffsbefehl. Die beiden Schiffe, die von einem Aufklärer der Abukuma fälschlicherweise als Zerstörer gemeldet wurden, sollten daraufhin umgehend von siebzehn Bombern der Akagi und je achtzehn Bombern der Hiryū und der Sōryū angegriffen werden. Nachdem aber der Aufklärer der Tone die Fehlmeldung korrigiert und beide Schiffe als Kreuzer eindeutig identifiziert hatte, sollte der Angriff umgehend eingestellt werden, doch es war zu spät, die bereits auf dem Weg befindlichen Flugzeuge zurückzurufen. Die japanischen Bomber näherte sich den Schiffen aus Richtung der Sonne und führten von 16:38 Uhr bis 16:55 Uhr einen Überraschungsangriff auf die Schweren Kreuzer durch. Nachdem die Maschinen mit den meisten Bomben Treffer erzielt hatten, versenkten sie sie um 16:58 Uhr.

Die Dorsetshire sank bereits acht Minuten nach dem ersten Treffer. 500 Seeleute konnten sich ins Wasser retten, aber für 234 kam jede Hilfe zu spät. Von der sinkenden Cornwall gelang etwa 1000 Seeleuten der rettende Absprung, 200 kamen ums Leben. Die Überlebenden wurden später vom Leichten Kreuzer Enterprise und zwei Zerstörern an Bord genommen.

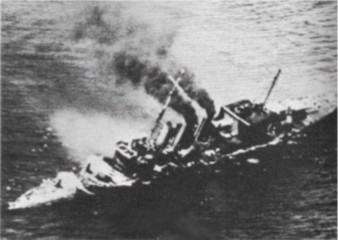
Der sinkende Schwere Kreuzer Cornwall, von einem japanischen Flugzeug aufgenommen, 5. April 1942

Eine geplante zweite Angriffswelle auf Colombo wurde daraufhin abgesagt. Am späteren Nachmittag sichteten die Japaner britische Flugzeuge von einem ihrer Schiffe aus. Zero-Jäger der Hiryu fingen zwei Doppeldecker ab, die sie als Swordfish identifizierten, schossen eine Maschine ab und vertrieben die andere. Die Flugzeuge waren eigentlich Albacores vom Träger Indomitable.
Die japanischen Aufklärer suchten den ganzen Tag nach den restlichen Schiffen der Briten, aber obwohl der Abstand zu ihnen teilweise nur bei 370 Kilometern lag, gelang es ihnen nicht, die Schiffe zu entdecken, da diese sich nach Südwesten abgesetzt hatten. Am 6. April erhielt Somerville den Befehl, sich nach Kilindini in Kenia abzusetzen. Er schickte die langsamere Gruppe 2 voraus und blieb mit Gruppe 1 zurück, um den Rückzug zu decken. Auch an den beiden Folgetagen wurde die britische Flotte nicht entdeckt, da die Japaner ihre Position südöstlich Ceylons vermuteten.

### Angriff auf Trincomalee
Nachdem Admiral Ozawa seinen Verband in eine Nord-, Zentral- und Südgruppe teilte und Handelsschiffe an der indischen Küste bombardiert worden waren, begannen Flugzeuge der Ryujo Bombardements auf die Städte Visakhapatnam und Kakinada.
Nach dem 5. April setzte die 222 Group der RAF, die die auf Ceylon stationierten Lufteinheiten befehligte, ihre begrenzte Anzahl an Catalinas ein, um nach den Japanern zu suchen, zu denen der Kontakt verlorengegangen war. Die Briten vermuteten, dass sich die im Indischen Ozean operierenden japanischen Kriegsschiffe mit denen treffen würden, die im Golf von Bengalen operieren und gemeinsam um den 7. April  Trincomalee angreifen würden. Folglich wurde einer Catalina befohlen, in einer Tiefe von 640 Kilometer östlich von Ceylon eine Überkreuzpatrouille durchzuführen, die ein Gebiet abdeckt, von dem aus die Japaner sich nähern könnten. Am 8. April um 15:07 Uhr meldete die Catalina die Sichtung von drei Schlachtschiffen und einem Träger etwa 760 Kilometer Ostsüdost von Trincomalee und etwa 24 Kilometer östlich der Ostbegrenzung ihres Suchfelds.
Dies war nicht die erste Warnung vor einem Anlaufen der japanischen Flotte. Schon drei Stunden vorher fing eine Peilstation auf den Kokosinseln ein Signal auf 7650 kHz mit dem Rufzeichen „M E H U“ ab, von dem angenommen wurde, dass es das von der Akagi sei. Obwohl es keine Kreuzpeilung gab, könnte eine Trägereinsatzgruppe nahe genug an Trincomalee gewesen sein, um eine Startposition bis zum nächsten Morgen zu erreichen.
Nach diesen Meldungen, dass sich die japanischen Träger wieder Ceylon näherten, wies Admiral Somerville alle noch im Hafen von Trincomalee liegenden Schiffe an, sofort auszulaufen und Schutz im Süden zu suchen. Der Rest der britischen Ostasienflotte lief bereits in das Addu-Atoll ein.
Am 9. April um 6:45 Uhr startete der japanische Kreuzer Tone ein Aufklärungswasserflugzeug für eine verdeckte Wetteraufklärung über Trincomalee. Um 9:00 Uhr startete die erste Einsatzeinheit, bestehend aus 91 trägergestützten Angriffsflugzeugen und 38 Zero-Kampfflugzeugen. Die Flugzeuge für den Deckungsschirm hoben ebenfalls ab. Um 10:08 Uhr wurde ein britisches Flugboot gesichtet, das in einer Entfernung von 30 Kilometern der Flugzeugträger-Gruppe nachflog. Ein Deckungsflugzeug der Hiryū brachte es kurz drauf zum Absturz. Commander Fuchida Mitsuo, Kommandant der Einheiten für den Trincomalee-Angriff, befahl um 10:20 Uhr allen Einheiten den Angriff.
Die japanischen Kampfflugzeuge führten die Angriffe wie vorgesehen von 10:30 Uhr bis 10:45 Uhr durch und kehrten um 12:30 Uhr zu ihren Flugzeugträgern zurück, nachdem sie den leichten Kreuzern und Handelsschiffen im Hafen sowie Landanlagen, Flugabwehrgeschützen und anderen Zielen hohen Schaden zugefügt hatten. Der Verlust der Japaner betrug ein Flugzeug.
In der Zwischenzeit entwickelte sich über Trincomalee ein heftiger Luftkampf. Die Japaner berichteten, 39 feindliche Kampfflugzeuge und ein Aufklärungswasserflugzeug abgeschossen zu haben, während sie zwei Hurricanes und ein mittelgroßes Flugzeug sowie einen kleinen Doppeldecker in Brand steckten. Bei diesem Gefecht verlor die japanische Truppe drei Zero-Jäger. Die Japaner sprachen zudem von sehr starkem Flugabwehrfeuer. Die japanischen Träger hatten nur sehr leichte Schäden durch britische Nahtreffer abbekommen.
Nach späteren britischen Berichten hatten die Japaner 28 britische Flugzeuge abgeschossen, bzw. anderweitig aus dem Kampf genommen.

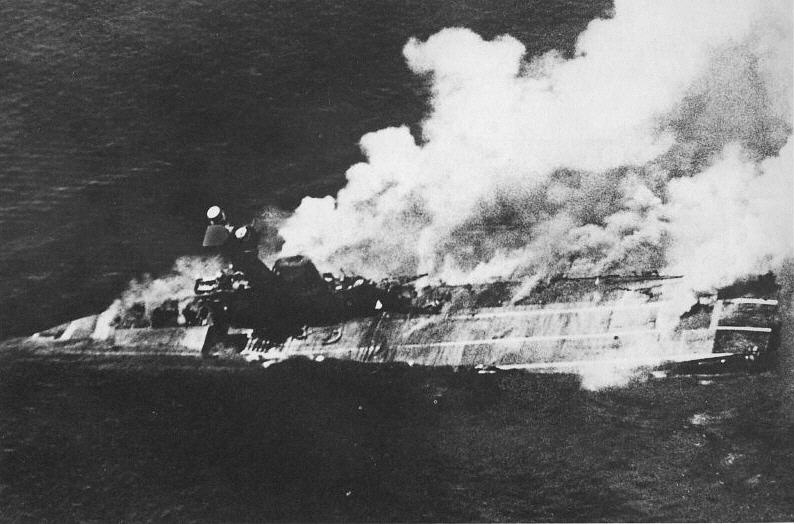
Der sinkende Flugzeugträger Hermes, von einem japanischen Flugzeug aufgenommen, 9. April 1942

Kurz nachdem die Einheiten ihren Angriff auf Trincomalee beendet hatten, meldete das dritte Aufklärungsflugzeug der Haruna die Sichtung des Flugzeugträgers Hermes und zwei Zerstörer. Um 11:00 Uhr erging der Befehl zur Aufrüstung der Bomber und Kampfflugzeuge. Um 11:43 Uhr starteten dann 85 trägergestützte Bomber und neun Zero-Jäger. Die Angriffseinheit entdeckte um 13:30 Uhr den Träger, führte von 13:35 Uhr bis 13:50 Uhr Sturzbombenangriffe durch und versenkte die Hermes um 13:55 Uhr. Ohne Unterbrechung griff die Angriffseinheit die Zerstörer, Handelsschiffe, Patrouillenboote und andere Schiffe an, die sich in der Nähe befanden und berichteten, einen Zerstörer, ein Patrouillenboot und zwei Handelsschiffe versenkt zu haben. Dazu gehörten der australische Zerstörer Vampire, die Korvette Hollyhock und zwei Tanker.
Auf dem Rückflug zu den Flugzeugträgern kam es zweimal zu Luftkämpfen mit britischen Flugzeugen: zunächst gegen 14:40 Uhr mit vier Blenheim Bombern, von denen zwei abgeschossen wurden, und etwas später kam es zum Kampf mit neun weiteren Maschinen. Hier gelang der Abschuss von mindestens fünf. Die Japaner verloren dabei einen Zero-Jäger. Om 15:45 Uhr befanden sich die restlichen Maschinen wieder auf ihren Trägern.

### Schiffsverluste bei beiden Angriffen
| Schiffstyp                 | Schiff           | Kommandant                        | Getötet | Anmerkung                                   |
| -------------------------- | ---------------- | --------------------------------- | ------- | ------------------------------------------- |
| Flugzeugträger             | Hermes           | Captain R. F. J. Onslow           | 283     | Gesunken östlich Ceylon                     |
| Schwerer Kreuzer           | Cornwall         | Captain P. C. W. Manwaring        | 181     | Gesunken im Indischen Ozean                 |
| Schwerer Kreuzer           | Dorsetshire      | Captain A, W, S, Agar             | 214     | Gesunken im Indischen Ozean                 |
| Bewaffneter Handelskreuzer | Hector           | Captain Francis Howard            |         | Ausgebrannt bei Colombo                     |
| Zerstörer                  | Tenedos          | Lieutenant R. Dyer                | 30      | Gesunken bei Colombo                        |
| Zerstörer                  | Vampire          | Commander W. T. A. Moran          | 9       | Gesunken östlich Ceylon                     |
| Korvette                   | Hollyhock        | Lieutenant Commander T. E. Davies | 46      | Gesunken östlich Ceylon                     |
| Monitor                    | Erebus           |                                   | 9       | Beschädigt durch Nahtreffer bei Trincomalee |
| U-Boot Depotschiff         | Lucia            |                                   | 2       | Splittertreffer                             |
| Tanker                     | Athelstane       |                                   |         | Gesunken östlich Ceylon                     |
| Tanker                     | British Sergeant |                                   |         | Gesunken östlich Ceylon                     |
| Frachter                   | Sagaing          |                                   |         | Gesunken                                    |

Daten nach
Ebenfalls südlich von Trincomalee wurde der 2.924 Tonnen schwere norwegische Frachter Norviken versenkt, der am 8. April nicht in Trincomalee war. Am Folgetag war er auf dem Weg von Madras nach Bombay und hatte das Pech, von einigen der Sturzkampfbomber entdeckt zu werden, die zum Angriff auf die Hermes geschickt wurden, als er durch das Gebiet fuhr. Vier der 46 Besatzungsmitglieder wurden dabei getötet. Der Frachter wurde aufgegeben und driftete am nächsten Tag nahe Timkovie auf Ceylon an Land, fing später Feuer und zerbrach in zwei Teile.

## Nach den Attacken
Die japanische Flotte zog sich anschließend in Richtung Singapur zurück. Zwar konnten die Japaner nicht die britische Ostasienflotte zerstören, aber mit der Versenkung eines Flugzeugträgers, zweier Kreuzer, zweier Zerstörer, einiger Hilfskriegsschiffe und 112.312 BRT an Handelsschiffen war dem Unternehmen wenigstens ein kleiner Erfolg beschieden. Auch die als Deckung im Westen postierten japanischen U-Boote konnten mit zehn versenkten Schiffen Erfolge verbuchen.
Die Briten zogen ihre Schiffe nach Bombay in Indien und Kilindini an der Küste Ostafrikas zurück. Auf britischer Seite wurde die Aktion als Sieg betrachtet, da eine Invasion Ceylons verhindert worden war. Layton warnte allerdings seine Truppen auf der Insel, dass die Japaner sich lediglich zur Auffrischung ihrer Kräfte zurückgezogen hätten und ein erneuter Angriff zu befürchten sei. Die britische Admiralität befürchtete, dass die Japaner als nächstes Stützpunkte auf Madagaskar planen könnten. Die Insel war zu diesem Zeitpunkt von Vichy-Frankreich regiert. Die Briten besetzten die Insel im Mai 1942 im Rahmen der Operation Ironclad.
Zu einem erneuten japanischen Angriff kam es jedoch nicht, da wichtige Teile der Trägerflotte für die anstehende Port-Moresby-Operation abgestellt werden mussten und – unter anderem wegen des amerikanischen Doolittle Raids – bereits der Plan für die großangelegte Midway-Operation zur Ausschaltung der amerikanischen Trägerflotte Gestalt annahm.

## Zitat
“The most dangerous moment of the War, and the one which caused me the greatest alarm, was when the Japanese Fleet was heading for Ceylon and the naval base there. The capture of Ceylon, the consequent control of the Indian Ocean, and the possibility at the same time of a German conquest of Egypt would have closed the ring and the future would have been black.”

„Der gefährlichste Moment des Krieges, der mich am meisten beunruhigte, war, als die japanische Flotte ihren Blick auf Ceylon richtete. Die Besetzung Ceylons und die damit verbundene Beherrschung des Indischen Ozeans, verbunden mit der Möglichkeit einer deutschen Eroberung Ägyptens, hätte den Ring geschlossen. Dann wäre die Zukunft schwarz gewesen.“